# NK Val Stari Grad
NK Val iz Starog Grada, otok Hvar, je bio hrvatski nogometni klub.
Osnovan je pod imenom "Zora". 

Oko ovog kluba su se okupljale pristaše HSS-a, najjače stranke u Starom Gradu.
Gradski, ali ujedno i najveći takmac "Valu" je bio "Jadran".
Osnovan je nakon prvog svjetskog rata.
Osnovali su ga dominikanci za potrebe svojih učenika.
Klubu je nakon drugog svjetskog rata bio zabranjen rad.